# 강토끼
강토끼 또는 부시맨토끼(Bunolagus monticularis)는 토끼목 토끼과에 속하는 포유류의 일종이다. 세계에서 가장 희귀한 종의 하나이며, 멸종 위기 포유류로 400마리도 남지 않은 것으로 추정하고 있다. 이 토끼는 분포 지역이 극히 제한되어 있으며, 남아프리카공화국 케이프 주의 카루 국립공원의 중부와 남부 지역에서 발견된다. 강토끼속(Bunolagus)의 유일종이다.